# MemcacheDB
MemcacheDB е успешно продължение на Memcached, чието основно предназначение е да складира в компютърната памет. Често се използва за повишаване производителността на сайтове, използващи динамични бази данни, като складира информация и обекти в паметта. Основната разлика между MemcacheDB и Memcached е, че MemcacheDB има собствена база данни от типа ключ-стойност, базирана на BerkeleyDB, затова може да се каже, че тя е по-подходяща за продължително съхранение на данни, отколкото за временно съхранение в паметта. MemcacheDB е достъпна през същия протокол, както и да Memcached, затова приложенията могат да използват приложно-програмния интерфейс на Memcached, за да достъпват MemcacheDB.
MemcacheQ е вариант на MemcacheDB, който се използва за доставяне на съобщения при вътрешна комуникация.
На този етап разработката на MemcacheDB е в застой. Уеб сайтът им не е обновяван от 2009 година насам.